# Иаччини, Нелло
Нелло Иаччини (также Лаккини; 1919[уточнить], Сальтара — 25 октября 1977, Пезаро) — итальянский партизан-коммунист времен Второй Мировой войны из Бригады Гарибальди, первый человек, которому был вручен Сертификат Патриота.

## Биография
Родился в 1919 году в городке Сальтара. Во время войны сражался в провинции Пезаро-э-Урбино. Сын — Джанкарло Иаччини (Giancarlo Iacchini). Умер в 1977 году в Пезаро.

## Подвиг
Нелло Иаччини 26 августа 1944 года спас жизни Уинстона Черчилля и маршала Харольда Александера во время их визита в освобожденную от немцев часть Италии, предотвратив покушение снайпера, когда последний должен был обстрелять джип британского премьера — Уинстона Черчилля. Снайпер был задержан партизанами и передан союзным войскам. Он скрывался в саду по дороге с холма, где Черчилль и Александер наблюдали за сражением, в городок Сальтара. Иаччини и его товарищи узнали о том, покушение на кого им удалось предотвратить, только когда были разоружены канадцами, а мимо них через несколько минут проследовал кортеж Черчилля.

## Слава
После награждения Сертификатом о подвиге Иаччини вспомнили только через несколько десятилетий. В 2000-е годы ему было посвящено несколько статей в прессе Италии и Англии, а в городе Сальтара открыт общественный парк его имени. В 2006 году город Сальтара обращался к президенту Италии с просьбой о посмертной награде для героя. Считается, что в журнале (фактически, дневнике) самого Черчилля в записи от 25 августа 1944 года описаны события, относящиеся к предотвращенному покушению.